# Raul Pilla
Raul Pilla (Porto Alegre, 20 de janeiro de 1892 – Porto Alegre, 7 de junho de 1973) foi um médico, jornalista, professor e político brasileiro. Um dos maiores defensores da adoção do regime parlamentarista, Pilla era chamado de O Papa do parlamentarismo no Brasil.
Pilla ingressou na política em 1909, com apenas dezessete anos, como secretário do diretório central do Partido Federalista do Rio Grande do Sul, em Porto Alegre. Posteriormente, afirmaria que se aproximou do partido influenciado pelas idéias de Apeles Porto-Alegre, seu professor de história no Ginásio Júlio de Castilhos, adepto do parlamentarismo, uma das principais bandeiras dos federalistas.
Formou-se médico pela Faculdade de Medicina de Porto Alegre, em 1915. Na mesma faculdade foi professor interino de patologia em 1917 e ainda livre-docente de fisiologia em 1926, deixando o cargo em 1932.
Em 1922, como membro da Aliança Libertadora, fez parte da campanha de Joaquim Francisco de Assis Brasil para governador do estado, contra Antônio Augusto Borges de Medeiros, do Partido Republicano Riograndense, que tentava sua quinta eleição e a terceira consecutiva. Com a vitória de Borges de Medeiros, Pilla foi um dos líderes da Revolução de 1923, conflito civil entre os chimangos (partidários de Borges de Medeiros) e maragatos (partidários de Assis Brasil).
Em 1928 é um dos fundadores do Partido Libertador, juntamente com Assis Brasil, do qual seria vice-presidente. Em 1929 é um dos criadores da Frente Única Gaúcha, aliança entre os antes adversários PL e PRR, com o objetivo de garantir a eleição de um gaúcho para a presidência da República. O candidato seria Getúlio Vargas, do PRR, então presidente do Rio Grande do Sul. Com a derrota de Vargas eclodiu a Revolução de 1930, da qual Pilla participou ativamente.Depois de vitorioso o movimento revolucionário, Getúlio Vargas assumiu o poder e designou alguns membros do PL para cargos na nova administração. Com a nomeação do então presidente do PL, Assis Brasil, para o Ministério da Agricultura, Raul Pilla assumiu a presidência do partido.
Em 1932, com o PL rompido com Vargas, Pilla participou dos levantes ocorridos no Rio Grande do Sul em apoio ao movimento constitucionalista eclodido em São Paulo. Derrotado o movimento, Raul Pilla exilou-se na Argentina e no Uruguai, entre 1933 e 1934. Após a anistia foi também Secretário de Agricultura do Rio Grande do Sul na gestão de José Antônio Flores da Cunha, em 1936, e elegeu-se deputado estadual Constituinte pela legenda do PL, em 1937. Teve o mandato cassado com a instituição do Estado Novo, ao qual se opôs, e afastou-se da política, retornando, então, a docência na Faculdade de Medicina de Porto Alegre.
No contexto da redemocratização, em 1945, integrou a Comissão de Orientação Política encarregada de elaborar os estatutos da União Democrática Nacional, UDN, tendo, no entanto, abandonado o partido para tornar-se presidente do refundado Partido Libertador. Era apoiador da sublegenda, tentando aprovar tal sistema no projeto da Constituinte de 1946.
Seria, depois, deputado federal, sendo que durante a Campanha da Legalidade foi o criador da emenda que permitiu a João Goulart assumir a presidência da república, no regime parlamentarista.
Também bacharel em Ciências e Letras pela Universidade Federal do Rio Grande do Sul, exerceu o jornalismo no Rio Grande do Sul e foi colaborador de diversos periódicos no estado. Durante o funcionamento da Constituinte de 1946, manteve colunas políticas regulares em O Globo, no Rio de Janeiro, Diário de Notícias(do qual foi um dos fundadores, em 1925) e Correio do Povo, de Porto Alegre. 
Além disso, publicou: O som no tratamento da surdez (tese de doutorado, 1916); Da correlação de funções (1925); Funções da linguagem (1926); Concepção filosófica da Medicina (1938); e Linguagem médica (1942), Catecismo Parlamentarista (1949), Votos e Pareceres, onde incluiu seu estudo sobre a Língua Portuguesa, Sistema Parlamentar na Constituição do Império, Presidencialismo ou Parlamentarismo (1958 – em colaboração com Afonso Arinos), O Professor e a Medicina (1961), Despedindo-se da Velha Faculdade (1961) e Revolução Julgada à Crise Institucional, reunindo seus últimos discursos parlamentares.
Faleceu na cidade de Porto Alegre no dia 7 de junho de 1973.